# Nouzha El Yacoubi
Nouzha El Yacoubi ( arabe : نزهة اليعقوبي )  née le 24 avril 1950, est une mathématicienne et universitaire marocaine, professeure à l'université Mohammed V. 
Elle est présidente de l'Union mathématique africaine de 2017 à 2022, première femme à occuper ce poste.

## Biographie
Nouzha El Yacoubi fait ses études à l'université Mohammed-V de Rabat où elle soutient en 1978 sa thèse de doctorat intitulée Sur les modules topologiques et bornologiques sous la direction de Mohamed Akkar. 
Elle est professeure à la faculté des sciences de l'université Mohammed V. Elle a été présidente de la Commission de l'Union mathématique africaine pour les Olympiades mathématiques panafricaines de 1995 à 2009 et secrétaire générale de l'Union mathématique africaine de 2004 à 2009. Elle est élue présidente de l'Union mathématique africaine pour la période 2017-2021, devenant ainsi la première femme à occuper ce poste. 